# Seda (xampu)

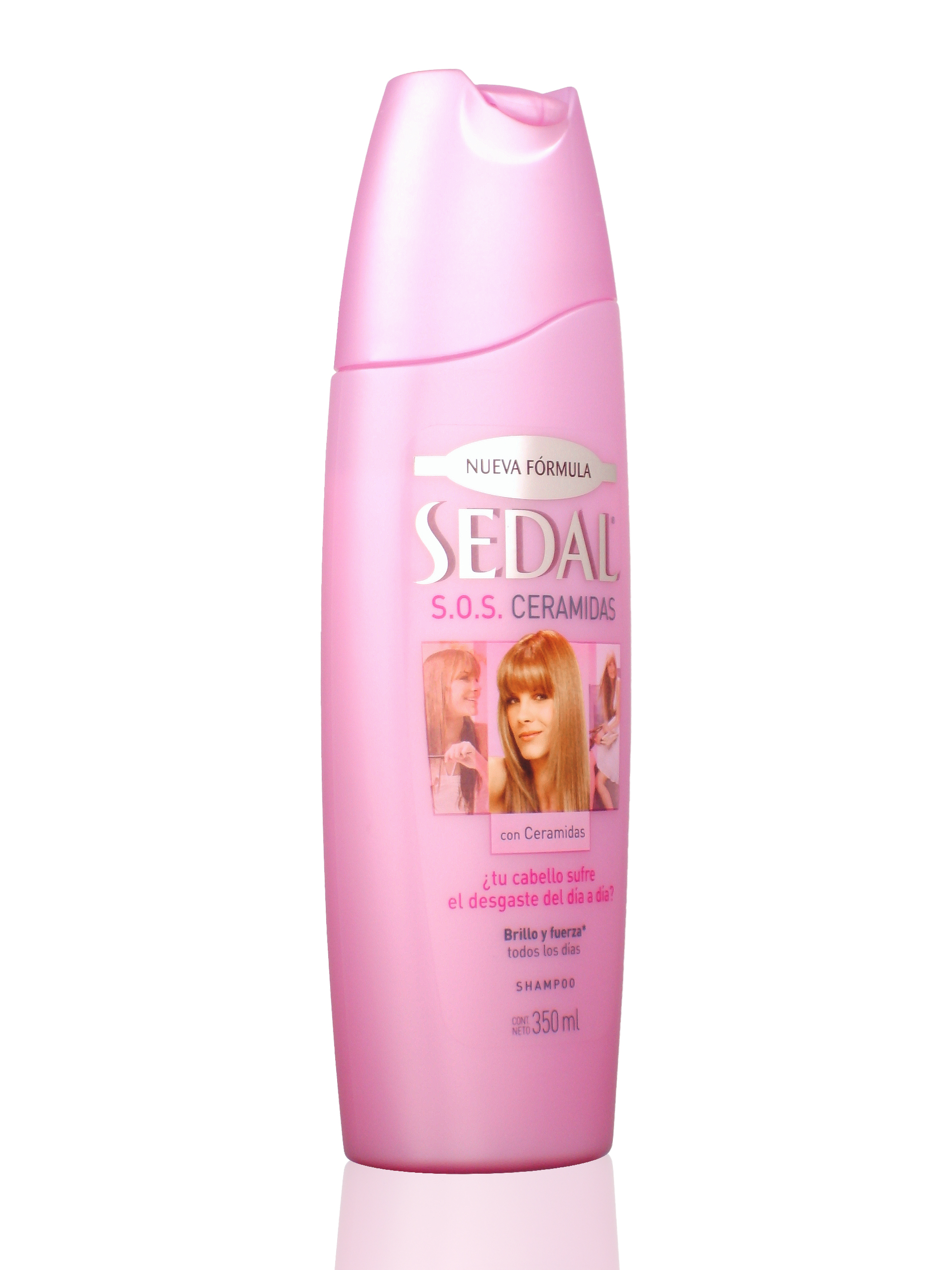
Seda.

Seda é uma marca de xampu (shampoo) pertencente à empresa multinacional europeia Unilever.
A marca Seda é administrada pela Divisão de Higiene e Beleza da Unilever Brasil Ltda. Seda e seus logotipos são marcas registradas de terceiros: Elida Ponds, Hair Institute e Unilever Brasil. Ela é líder no mercado brasileiro de xampus, com 25% de participação, e de pós-xampus (cremes e condicionadores) com 27,4%.

## Segmentação de mercado
A linha Seda sofreu modificações no decorrer de sua existência, não somente no reposicionamento de sua marca.
Atualmente, devido às recentes mudanças de hábito do consumidor, campanhas de marketing e produtos têm tido mais apelo aos homens, um mercado então crescente e menos explorado.
Seda é uma marca popular, com participação distribuída entre todos os segmentos sociais e como estratégia de comunicação mantém uma campanha de marketing direcionada para o segmento AB.

## Evolução da marca em seu segmento de mercado
Em 2003, uma análise das vendas das redes de supermercados, divulgada pela ACNielsen mostravam um crescimento de 4,3% no mercado de higiene e beleza em volume, e 12,7% em valor. Neste ano, a inflação medida nas categorias desse segmento foi de 7,7% no ano de 2002.
Em 2001, o aumento medido dos preços foi de 5,6%, com um incremento de 1% em volume e 6,6% em valor financeiro.
Segundo a ACNielsen, em 2002, a categoria de produtos que mais se destacou no segmento foi a de pós-shampoos, tais como reparadores de ponta, cremes e máscaras de tratamento.
Naquele ano, um novo hábito de cuidar de cabelo se desenhava e novos produtos surgiam, com objetivos que iam além do limpar. Neste cenário a venda de condicionadores tornou-se extremamente relevante. Mesmo com uma inflação de 12,53%, e o preço do produto tendo aumentado 14%, o crescimento deste mercado em 2002 permaneceu acima dos 5% verificados em 2001 e as vendas cresceram 12,6% (26% em valor). A partir de então, passou a vigorar no mercado de higiene e beleza uma tendência do consumidor de não somente cuidar da beleza instantânea e atual, mas também de se preocupar com a manutenção da beleza e jovialidade. Os xampus Seda não apenas embarcaram nesta tendência, como podem ser considerados seus impulsionadores, por meio de campanhas publicitárias que enalteciam a manutenção da beleza dos cabelos.

### Dados de mercado (2004)
Percepção da marca
- Top of mind na categoria de shampoo: 53% das consumidoras mencionaram Seda em primeiro lugar;
- 52% das mulheres usavam Seda como marca mais frequente;
- Seda estava presente em mais da metade dos lares brasileiros, com 51% de penetração;

Participação no mercado
- Na categoria de pós-xampus, Seda tinha 27% de penetração no mercado, contra 7,5% da segunda colocada.

Segundo pesquisa de marketing realizadas pela Unilever em 2004, 45% das mulheres tingiam o cabelo no Brasil. Nesse universo, várias combinações e fatores foram pesquisados e, em 2004, a pesquisa mostrou que, dentre as mulheres que tingiam os cabelos:
- 49% tingiam para cobrir os cabelos brancos;
- 48% tingiam para mudar o visual;
- 28% buscavam "se revelar com uma nova cor";
- 24% recorriam às tinturas apenas com o objetivo de dar mais brilho aos fios.

## História dos produtos
A linha Seda possui uma grande variedade de produtos, com diversos lançamentos e relançamentos ao longo dos anos. A história dos produtos Seda exemplifica a evolução do mercado de cosméticos brasileiro e, como marca antiga, tradicional e popular, acompanhou a trajetória econômica do Brasil.

### Curiosidades
- Desde o lançamento da marca, em 1968, até 1981, alguns produtos continham óleo em sua formulação.
- Até 1985, a tampa era de rosquear. A tecnologia "flip-top" foi incorporada somente a partir desse ano.
- Desde sua Criação,as linhas da marca passam por mudanças a cada 3 anos,mudando a embalagem ou mudando alguns componentes do produto,mas a eficácia e a mesma.

### Cronologia do desenvolvimento da marca
1968
Os primeiros produtos da marca Seda foram lançados em 1968. A primeira linha era composta por:
- Beleza, para cabelos normais.
- Lanolina, para cabelos secos.
- Limão, para cabelos oleosos.
- Ovo, para cabelos opacos.

O slogan da campanha publicitária era: "Liberte toda a beleza dos seus cabelos". As embalagens eram modernas para a época, com design composto de retas e curvas.
1969
Em 1969 eram os mesmos produtos, porém em embalagem totalmente diferente, em formato cilíndrico de 350ml, trazendo inscrições em inglês. Nesse ano foi lançado também o produto Seda Hair Spray que possuía uma resina peculiar que podia ser facilmente removida com uma escova.
1971
Novos produtos surgiram em 1971:
- Seda Tônico para "cabelos cansados" (sic).
- Creme rinse Seda, uma espécie de condicionador pós-banho embalado em um tubo rosa e com as inscrições: "Para enxaguar os cabelos". Em 1972 esse produto ganhou as versões para cabelos normais, oleosos e secos.
- Seda Erva, para cabelos "rebeldes" e ressecados.

As embalagens se tornaram mais simples, com uma curva nos lados, bem semelhante ao primeiro lançamento. O novo slogan era: "Seda faz por você mais do que qualquer outro cosmético".
1975
Em 1975 surgiu o produto Bálsamo que tinha o apelo publicitário de "ingredientes naturais". A campanha girou ao redor desse tema.
1976
No ano de 1976 foi relançado o Seda Hair Spray com uma nova formulação e as inscrições: "Fixa solto". Os cremes rinse também foram relançados em novos tamanhos. Foi lançado o Seda Babosa, desenvolvido a partir da seiva dessa planta.
A embalagem passou a trazer um rosto feminino estampado, semelhante ao símbolo usado até os dias de hoje. A embalagem mudou novamente: tornou-se mais larga nos fundos e mais fina em cima. A tampa era branca e o corpo de plástico transparente.
1981
Em 1981, a embalagem afinou em relação ao ano de 1976 e seu design foi modernizado. Foi relançado novamente o fixador Seda Hair Spray. Neste ano houve o relançamento de toda a linha Seda.
O creme rinse foi substituído pelo condicionador, com a novidade de não conter óleo. A linha antiga mudou de nome:
- Nutritivo Bálsamo
- Cremoso Lanolina
- Adstringente Limão
- Revitalizante Ovo
- Tonificante Seiva de Babosa

e surgiu o produto Suave Alecrim do Campo.
1984
O ano de 1984 trouxe o novo produto Seda Mel, segundo a fabricante, baseado em mel. A embalagem continuou muito semelhante à do ano de 1981.
1985
A novidade de 1985 foi a embalagem com tampa flip-top que não precisa ser desrosqueada como as anteriores. Os frascos foram relançados com laterais mais retas, com leve curva para dentro. Surgiram os produtos:
- Gérmen de Trigo
- Limão-Menta

Seda, 1985

A partir deste ano, o apelo de marketing voltou-se à suposta alta tecnologia no desenvolvimento das formulações. A campanha também trouxe a novidade de ter o depoimento de Dusty Fleming, estilista e cabeleireiro mundialmente famoso.
1986
Lançamentos de 1986:
- Henna Natural de Seda
- Seda Cenoura, complementando a linha original. A embalagem mudou pouco visualmente.

1989
Próximo dos anos 90 foi relançando o Seda Hair Spray com novas embalagens e nova formulação. Lançamento do produto Seda Proteínas Naturais da Seda na mesma campanha do ano de 1985 e que viria a encerrar em 1991.
1990
Com uma embalagem bem diferente, em 1990 foram relançados todos os produtos da Seda.
1991
A Seda lançou o que então era uma novidade: Seda 2 em 1, com xampu e condicionador em uma embalagem de 350ml. Foi lançado também o condicionador Seda Maciez e Brilho.
1993
Em 1993 houve o relançamento do Seda Henna Natural e do Seda 2 em 1 com adição de vitamina B5 e Pantenol. Com embalagem ainda muito semelhante à de 1990, foi lançado a Seda Linha Pro, voltada para profissionais do cabelo, com os produtos:
- Nutritivo
- Anti-Oleosidade
- Energizante
- Pro 2 em 1
- Condicionador Ação Intensiva e Suave
- Máscara Capilar de Tratamento Profundo
- Concentrado para Pontas em aerossol

1996
Lançadas novas embalagens, com um formato semelhante às anteriores, mas com design modernizado. Neste ano, foi lançada a linha Seda Ceramidas, com grande campanha de marketing. As novidades nessa linha foram:
- Algas Proteinadas para cabelos oleosos.
- Duas versões de Seda 2 em 1.
- Um concentrado em cápsulas de 18ml.

O marketing girou em torno de um "agente selante" que, segundo a fabricante, reagrupava "as escamas componentes dos fios devolvendo-lhes a resistência e o brilho".
1998
Em 1998 a Seda lançou uma linha para cabelos cacheados chamada Hidraloe composta de xampu e condicionador, um "Creme Hidratante" e um "Creme para Pentear". Os produtos Seda Ceramidas foram lançados também em sachês de pequena quantidade.
1999
Em 1999 surge o tema publicitário "Cabelos longos: feminilidade & sedução". Surge também a linha Seda DNA Vegetal, para cabelos longos. Relançamento do Creme para Pentear e do Seda Hidraloe, sem enxágue e com extra-hidratação para cabelos cacheados.
Relançamento, somente na região nordeste, do xampu e condicionador Seda nas versões Ceramidas e Hidraloe. Nesse ano surgiram as primeiras embalagens opacas.
2001
Lançamentos em 2001 do Seda Control, xampu e condicionador anticaspa. A logomarca e alguns detalhes do rótulo mudaram, além da adoção de cores mais vivas e diversificadas na embalagem, uma adaptação ao estilo internacional.
Foi lançada também a linha Seda Verão Intenso com Complexo Hidro Protetor, criada para, segundo a fabricante, devolver ao cabelo a vitalidade e a flexibilidade perdidas em função da exposição ao sol, à água e ao vento.
2002
O apelo futurístico e tecnológico do marketing começa a tomar ainda mais força. Lançamentos de 2002:
- Linha Seda Citric Fresh que promete "retirar a oleosidade, deixando a sensação de frescor".
- Linha Seda Pro-Color, tintura permanente;
- Kits com loção colorante, creme revelador, luvas profissionais e creme intensivo semanal chamado Lumin E.
- Linha Seda Lissage, para cabelos lisos ou levemente ondulados.

Relançamentos de 2002:
- Linha Seda Hidraloe com Polyproteína, para redução de efeito Frizz.
- Linha Seda Verão Intenso
- Linha Seda Control Umect: anticaspa (a base de Zinco Piritiona) e novo complexo "umectante" (sic).

2003
Em 2003, a Seda entrou no mercado de tinturas com Seda Pro-Color.
Relançou a linha Seda Ceramidas, mas com a adição de "Pró-Retinol A" que, de acordo com a própria fabricante, "estimula a renovação celular e proporciona brilho intenso". Relançou também a linha Seda Keraforce para cabelos crespos.
2004
O formato da embalagem permaneceu ainda muito semelhante, desde 1990. No ano de 2004 houve os seguintes lançamentos:
- Tratamento pré-xampu, a ser aplicado nos cabelos três minutos antes da lavagem.
- Linha Guaraná Active, com a promessa de "ativar o brilho natural dos cabelos normais".
- Kit Básico Seda Pro-Color, renovado, com embalagem compacta, tintura e creme revelador.
- Três novas cores do Kit Seda Pro-Color: Vermelho Pimenta 7vv, Cobre Claro 8vc e Louro Muito Claro Natural 9.

Nesse ano, uma campanha publicitária advogava os supostos benefícios funcionais dos produtos combinados, denominados como "efeito multiplicador".
Foram relançados também:
- Linha Verão Intenso, com "complexo Sol Action UV".
- Linha Color Vital, com "Color-Firm".

2005
- Lançamento da linha Seda Anti-Sponge com Extrato de Abacate, para cabelos volumosos e com frizz.

2006
Lançamento de linhas específicas para cabelos tingidos ou de determinadas cores.
- Linha Seda Pretos Luminosos, com melanina
- Linha Seda Castanhos Intensos com Óleo de Jojoba
- Linha Seda Loiros Radiantes com Camomila
- Linha Seda Vermelhos Vibrantes com Extrato de Frutas Vermelhas

2007
Relançamentos e alterações na formula de diversas linhas, e lançamento da embalagem econômica:
- Linha Seda Liso Perfeito, com Silicone.
- Linha Seda Ondas Marcantes, com Elastina.
- Linha Seda Cachos Comportados, com Hidraloe.
- Linha Seda S.O.S Ceramidas, com Ceramidas.
- Linha Seda S.O.S Keraforce, com Keroba e Óleo de Silicone.
- Linha Seda S.O.S Reparação, com Lipídios.

2008
Houve lançamentos de uma série de produtos:
- Linha Seda Verão Block com Extrato de Coco.
- Linha Seda Verão Iluminé, com Extrato de Pérola e Mel.
- Linha Seda Liso Extremo, com Lisina, sendo esta a segunda linha da marca voltada à cabelos lisos.
- Linha Seda Chocolate Intese, com Extrato de Cacau, para cabelos quimicamente tratados e ressecados.
- Linha Seda Brilho Gloss, com Micas Peroladas.
- Linha Seda Camadas Destacadas, com Colágeno.
- Linha Seda Crescimento Fortificado, com Cálcio.

2009
Reformulação da linha Seda:
- Novas embalagens, com modificação em formato e cores.
- Alteração das fórmulas e fragrâncias das linhas que permaneceram
- Inserção de "aval" de experts em cabelos, no contexto do produto.
- Lançamento da linha Seda Reconstrução Estrutural, com Bio queratina

2010
Modificações da linha Seda atual, com a inserção da expressão "Co-Criações".
- Lançamento da linha Seda Clima Resist.

2011
Lançamento da linha Seda for Professionals.

### Maquiagem de produto
A linha de shampoo Seda aderiu à prática conhecida como maquiagem de produtos, que é a redução do volume de suas mercadorias. No final de 2015, o tubo tradicional passou de 350 ml para 325 ml. O produto já havia passado por reformulação semelhante.
Essas alterações são feitas em conformidade com a lei de defesa do consumidor, que exige a informação da redução na embalagem de "forma clara, precisa, ostensiva e em língua portuguesa", além da quantidade anterior, quantidade atual e valores absolutos e percentuais que foram suprimidos.